# František Lechman
František Lechman (* 28. ledna 1949 Ploské) je bývalý slovenský fotbalový útočník.

## Hráčská kariéra
V československé lize hrál za VSS Košice. Nastoupil v 6 ligových utkáních, aniž by skóroval. Od ledna 1972 do prosince 1979 hrál SNFL v dresu Ružomberku. Během vojny nastupoval za Duklu Banská Bystrica, působil také v divizním Kežmarku.

### Prvoligová bilance
| Ročník             | Zápasy | Góly | Minuty | Klub          |
| ------------------ | ------ | ---- | ------ | ------------- |
| I. liga 1968/69    | 1      | 0    | 83     | TJ VSS Košice |
| I. liga 1970/71    | 3      | 0    | 36     | TJ VSS Košice |
| I. liga 1971/72    | 2      | 0    | 55     | TJ VSS Košice |
| CELKEM I. ČS. LIGA | 6      | 0    | 174    |               |